# 무안북초등학교
무안북초등학교는 대한민국 전라남도 무안군 무안읍 보평로 240 (고절리)에 있었던 공립 초등학교이다.

## 학교 연혁
- 1941년 6월 30일 면성공립국민학교 부설 매곡간이학교 개교(매곡리 617, 설립인가 6월 3일)
- 1944년 4월 2일 면성북공립국민학교 승격
- 1950년 6월 1일 면성북국민학교로 개칭
- 1950년 10월 2일 6.25로 교사 전소
- 1956년 10월 15일 현 위치(무안읍 고절리 759)로 이전
- 1958년 3월 14일 무안북국민학교로 개칭
- 1996년 3월 1일 무안북초등학교로 개칭
- 1999년 9월 1일 폐교, 무안초등학교로 통합